# Ugalde
Ugalde es un concejo del municipio de Oquendo, en la provincia de Álava, País Vasco (España).

## Demografía
| Gráfica de evolución demográfica de Ugalde entre 2000 y 2017 |
|                                                              |
| Población de derecho según los censos de población del INE.  |